# Europaparlamentsvalet i Sverige 2009
Europaparlamentsvalet i Sverige 2009 ägde rum söndagen den 7 juni 2009. Drygt sju miljoner personer var röstberättigade i valet om de 18 mandat som Sverige hade tilldelats innan valet. I valet tillämpade landet ett valsystem med partilistor och Sainte-Laguës metod (jämkade uddatalsmetoden), med en fyraprocentsspärr för småpartier. Sverige var inte uppdelat i några valkretsar, utan fungerade som en enda valkrets i valet.
Valets tre stora vinnare var Folkpartiet, Miljöpartiet och Piratpartiet. Folkpartiet och Miljöpartiet ökade med varsitt mandat samtidigt som Piratpartiet lyckades erhålla över sju procent av rösterna och således få sitt första mandat i Europaparlamentet., i december 2011 fick Socialdemokraterna och Piratpartiet en plats till då Sveriges mandat ökade från 18 till 20. 
Samtidigt backade Vänsterpartiet och Junilistan kraftigt; Vänsterpartiet förlorade ett av sina två mandat, medan Junilistan förlorade alla sina tre mandat som partiet hade vunnit i valet 2004. I övrigt var förändringarna små jämfört med valet 2004. Socialdemokraterna behöll sin position som största parti, men gjorde sitt sämsta nationella val sedan den allmänna rösträtten infördes. Sverigedemokraterna ökade med drygt två procentenheter, men lyckades inte passera fyraprocentsspärren. 
Det var Feministiskt initiativ första val till Europaparlamentet och partiet fick cirka 2,2 procent av rösterna. Det var Feministiskt initiativ högsta resultat dittills på kommun-, landstings- eller riksdagsnivå.
I september 2008 röstade en majoritet av Miljöpartiets medlemmar för ett slopande av partiets utträdeskrav. Miljöpartiet var också det enda parti som lät medlemmarna helt bestämma kandidaterna på sin valsedel. I flera andra partier orsakade nomineringsarbetet bråk, däribland i Centerpartiet och Kristdemokraterna. Hans Lindqvist (C) och Lennart Sacrédeus (KD) kom båda högt upp i sina respektive partiers provval men hamnade ändå inte på valsedlarna.
Valdeltagandet hamnade på 45,53 procent, vilket innebar en kraftig ökning med 7,68 procentenheter jämfört med valet 2004. Således blev valdeltagandet det högsta sedan Sveriges anslutning till unionen. Ovanligt många väljare förtidsröstade; nästan dubbelt så många som i valet 2004. Den ökade tillgängligheten till röstningslokaler var en bakomliggande faktor. En kartläggning visade att de sju dåvarande riksdagspartierna samt Junilistan och Sverigedemokraterna tillsammans lade ungefär 60 miljoner kronor på valrörelsen.
Europaparlamentsvalet år 2009 var det första val där politisk TV-reklam var tillåten i Sverige.

## Valresultat

### Röst- och mandatfördelning i Europaparlamentsvalet i Sverige 2009
|                                                                                               |          |  |           |        |
|                                                                                               | Andel    |  | Antal     | Mandat |
| Socialdemokraterna                                                                            | 24,41 %  |  | 773 513   | 5(6)   |
| Socialdemokraterna                                                                            | –0,15 %  |  | +156 550  | ±0(+1) |
| Moderaterna                                                                                   | 18,83 %  |  | 596 710   | 4      |
| Moderaterna                                                                                   | +0,58 %  |  | +138 312  | ±0     |
| Folkpartiet                                                                                   | 13,58 %  |  | 430 385   | 3      |
| Folkpartiet                                                                                   | +3,72 %  |  | +182 635  | +1     |
| Miljöpartiet                                                                                  | 11,02 %  |  | 349 114   | 2      |
| Miljöpartiet                                                                                  | +5,06 %  |  | +199 511  | +1     |
| Piratpartiet                                                                                  | 7,13 %   |  | 225 915   | 1(2)   |
| Piratpartiet                                                                                  | +7,13 %  |  | +225 915  | +1(+2) |
| Vänsterpartiet                                                                                | 5,66 %   |  | 179 182   | 1      |
| Vänsterpartiet                                                                                | –7,14 %  |  | –142162   | –1     |
| Centerpartiet                                                                                 | 5,47 %   |  | 173 414   | 1      |
| Centerpartiet                                                                                 | –0,79 %  |  | +16 156   | ±0     |
| Kristdemokraterna                                                                             | 4,68 %   |  | 148 141   | 1      |
| Kristdemokraterna                                                                             | –1,01 %  |  | +5 437    | ±0     |
| Junilistan                                                                                    | 3,55 %   |  | 112 355   | 0      |
| Junilistan                                                                                    | –10,92 % |  | –251 117  | –3     |
| Sverigedemokraterna                                                                           | 3,27 %   |  | 103 584   | 0      |
| Sverigedemokraterna                                                                           | +2,14 %  |  | +75 281   | ±0     |
| Feministiskt initiativ                                                                        | 2,22 %   |  | 70434     | 0      |
| Feministiskt initiativ                                                                        | +2.22 %  |  | -         | ±0     |
| Övriga partier och kandidater                                                                 | 0,18 %   |  | 5799      | 0      |
| Övriga partier och kandidater                                                                 | -0,86 %  |  | -20475    | ±0     |
| Ogiltiga och blanka röster                                                                    | 1,83 %   |  | 59 015    | 0      |
| Ogiltiga och blanka röster                                                                    | –0,98 %  |  | –13 380   | ±0     |
| Valdeltagande                                                                                 | 45,53 %  |  | 3 227 561 | 18(20) |
| Valdeltagande                                                                                 | +7,68 %  |  | +643 097  | –1(+1) |
| Antal röstberättigade 7 088 303 05 EPP 05 S&D 04 ALDE 03 G/EFA 00 ECR 01 GUE/NGL 00 EFD 00 NI |          |  |           |        |

### Valresultat för övriga partier
|  | Nationellt parti                                          |  | Europeiskt parti | Partigrupp | Röstantal | ±      | Röstandel | ±     |
|  | --------------------------------------------------------- |  | ---------------- | ---------- | --------- | ------ | --------- | ----- |
|  | ArbetarInitiativet ( (SP) & (RS) )                        |  |                  |            | 2862      |        | 0,09 %    |       |
|  | Blankledamöterna                                          |  |                  |            | 13        |        | 0,00 %    |       |
|  | Democratic National Party                                 |  |                  |            | 15        |        | 0,00 %    |       |
|  | Europeiska Arbetarpartiet                                 |  |                  |            | 196       | +59    | 0,01 %    | ±0    |
|  | Feministiskt initiativ                                    |  |                  |            | 70434     |        | 2,22 %    |       |
|  | Kommunistiska förbundet                                   |  |                  |            | 18        | +16    | 0,00 %    | ±0    |
|  | Frihetliga rättvisepartiet                                |  |                  |            |           |        |           |       |
|  | Nationaldemokraterna                                      |  |                  |            | 1329      | -5880  | 0,04 %    | -0,25 |
|  | Nordisk Union                                             |  |                  |            | 11        |        | 0,00 %    |       |
|  | Partiet.se                                                |  |                  |            | 32        |        | 0,00 %    |       |
|  | Socialisterna                                             |  |                  |            | 78        |        | 0,00 %    |       |
|  | Sverigedemokraterna                                       |  |                  |            | 103584    | +75281 | 3,27 %    | +2,14 |
|  | Övriga giltiga röster (partier som ej beställt valsedlar) |  |                  |            | 1130      |        | 0,04 %    |       |
|  | Totalt för övriga partier                                 |  |                  |            | 5799      |        | 0,18 %    |       |

### Mandatfördelning
|                            |                     |  |        |    |
| Parti                      |                     |  | Mandat |    |
| Socialdemokraterna         | Socialdemokraterna  |  | 6      | 6  |
| Moderaterna                | Moderaterna         |  | 4      | 4  |
| Folkpartiet                | Folkpartiet         |  | 3      | 3  |
| Miljöpartiet               | Miljöpartiet        |  | 2      | 2  |
| Piratpartiet               | Piratpartiet        |  | 2      | 2  |
| Vänsterpartiet             | Vänsterpartiet      |  | 1      | 1  |
| Centerpartiet              | Centerpartiet       |  | 1      | 1  |
| Kristdemokraterna          | Kristdemokraterna   |  | 1      | 1  |
| Totalt antal mandat        | Totalt antal mandat |  | 20     | 20 |
| Aktuell december 2011-2014 |                     |  |        |    |

### Ledamöter av Europaparlamentet från Sverige efter Europaparlamentsvalet 2009
| Namn                     | Parti | Politisk grupp | Anmärkning                                                                                           |
| ------------------------ | ----- | -------------- | --- |
| Amelia Andersdotter      | PP    | De gröna/EFA   | Tillträdde efter att ett tilläggsprotokoll till Lissabonfördraget trädde i kraft den 1 december 2011 |
| Anna Maria Corazza Bildt | M     | EPP            | |
| Lena Ek                  | C     | ALDE           | Ersattes av Kent Johansson 18 oktober 2011                                                           |
| Christian Engström       | PP    | De gröna/EFA   | |
| Christofer Fjellner      | M     | EPP            | |
| Göran Färm               | S     | S&D            | |
| Mikael Gustafsson        | V     | GUE/NGL        | Ersatte Eva-Britt Svensson 22 september 2011                                                         |
| Anna Hedh                | S     | S&D            | |
| Gunnar Hökmark           | M     | EPP            | |
| Anna Ibrisagic           | M     | EPP            | |
| Kent Johansson           | C     | ALDE           | Ersatte Lena Ek 18 oktober 2011                                                                      |
| Olle Ludvigsson          | S     | S&D            | |
| Isabella Lövin           | MP    | De gröna/EFA   | |
| Jens Nilsson             | S     | S&D            | Tillträdde efter att ett tilläggsprotokoll till Lissabonfördraget trädde i kraft den 1 december 2011 |
| Marit Paulsen            | FP    | ALDE           | |
| Carl Schlyter            | MP    | De gröna/EFA   | |
| Olle Schmidt             | FP    | ALDE           | |
| Alf Svensson             | KD    | EPP            | |
| Eva-Britt Svensson       | V     | GUE/NGL        | Ersattes av Mikael Gustafsson 22 september 2011                                                      |
| Marita Ulvskog           | S     | S&D            | |
| Åsa Westlund             | S     | S&D            | |
| Cecilia Wikström         | FP    | ALDE           | |

### Personkryss
För att bli personvald behöver kandidaten få minst 5 % och att partiet har fått mandat som kandidaten kan ta i anspråk.
Plac. = placering på partiets valsedel.
| Plac.                    | Kandidat                 | %      | Övrigt                                       |
| ------------------------ | ------------------------ | ------ | -------------------------------------------- |
| 1                        | Marita Ulvskog           | 22,48% | personvald.                                  |
| 2                        | Olle Ludvigsson          | 6,88%  | personvald.                                  |
| 3                        | Åsa Westlund             | 5,23%  | personvald.                                  |
| 4                        | Göran Färm               | 2,60%  | invald.                                      |
| 5                        | Anna Hedh                | 2,68%  | invald.                                      |
| 6                        | Jens Nilsson             | 2,22%  | ersättare 1. invald sedan Lissabonfördraget. |
| 7                        | Hillevi Larsson          | 3,07%  | ersättare 2.                                 |
| 8                        | Ardalan Shekarabi        | 2,58%  | ersättare 3.                                 |
| 9                        | Carina Olsson            | 0,48%  | ersättare 4.                                 |
| 10                       | Börje Vestlund           | 0,44%  | ersättare 5.                                 |
| Total andel personröster | Total andel personröster | 60,32% | 60,32%                                       |

| Plac.                    | Kandidat                 | %      | Övrigt       |
| ------------------------ | ------------------------ | ------ | ------------ |
| 1                        | Gunnar Hökmark           | 15,17% | personvald.  |
| 2                        | Anna Ibrisagic           | 3,95%  | invald.      |
| 3                        | Christoffer Fjellner     | 6,73%  | personvald.  |
| 4                        | Susanna Haby             | 3,91%  | ersättare 1. |
| 5                        | Hans Wallmark            | 2,21%  | ersättare 2. |
| 6                        | Christoffer Järkeborn    | 1,16%  | ersättare 3. |
| 7                        | Inger René               | 0,13%  | ersättare 4. |
| 8                        | Anna Maria Corazza Bildt | 14,31% | personvald.  |
| Total andel personröster | Total andel personröster | 55,01% | 55,01%       |

| Plac.                    | Kandidat                 | %      | Övrigt       |
| ------------------------ | ------------------------ | ------ | ------------ |
| 1                        | Marit Paulsen            | 51,46% | personvald.  |
| 2                        | Olle Schmidt             | 2,72%  | invald.      |
| 3                        | Cecilia Wikström         | 4,12%  | invald.      |
| 4                        | Fredrik Malm             | 1,45%  | ersättare 1. |
| 5                        | Barbro Westerholm        | 2,41%  | ersättare 2. |
| 6                        | Anders Ekberg            | 0,40%  | ersättare 3. |
| Total andel personröster | Total andel personröster | 68,44% | 68,44%       |

| Plac.                    | Kandidat                 | %      | Övrigt       |
| ------------------------ | ------------------------ | ------ | ------------ |
| 1                        | Carl Schlyter            | 25,59% | personvald.  |
| 2                        | Isabella Lövin           | 13,77% | personvald.  |
| 3                        | Bodil Ceballos           | 2,86%  | ersättare 1. |
| 4                        | Ulf Holm                 | 0,56%  | ersättare 2. |
| 5                        | Zaida Catalán            | 4,68%  | ersättare 3. |
| Total andel personröster | Total andel personröster | 58,64% | 58,64%       |

| Plac.                    | Kandidat                 | %      | Övrigt                                       |
| ------------------------ | ------------------------ | ------ | -------------------------------------------- |
| 1                        | Christian Engström       | 19,39% | personvald.                                  |
| 2                        | Amelia Andersdotter      | 9,87%  | ersättare 1. invald sedan Lissabonfördraget. |
| 3                        | Mattias Bjärnemalm       | 3,60%  | ersättare 3.                                 |
| 4                        | Anna Troberg             | 1,81%  |                                              |
| 5                        | Rickard Olsson           | 1,60%  |                                              |
| 6                        | Rick Falkvinge           | 5,15%  | ersättare 2.                                 |
| Total andel personröster | Total andel personröster | 56,40% | 56,40%                                       |

| Plac.                    | Kandidat                 | %      | Övrigt                                     |
| ------------------------ | ------------------------ | ------ | ------------------------------------------ |
| 1                        | Eva-Britt Svensson       | 21,85% | personvald. avgick september 2011.         |
| 2                        | Hanna Löfqvist           | 3,60%  | ersättare 1.                               |
| 3                        | Mikael Gustafsson        | 1,80%  | ersättare 2. ledamot sedan september 2011. |
| 4                        | Berivan Öngörur          | 2,01%  | ersättare 3.                               |
| Total andel personröster | Total andel personröster | 49,87% | 49,87%                                     |

| Plac.                    | Kandidat                 | %      | Övrigt                                   |
| ------------------------ | ------------------------ | ------ | ---------------------------------------- |
| 1                        | Lena Ek                  | 33,35% | personvald. avgick oktober 2011.         |
| 2                        | Kent Johansson           | 4,40%  | ersättare 1. ledamot sedan oktober 2011. |
| 3                        | Abir Al-Sahlani          | 3,06%  | ersättare 2.                             |
| 4                        | Marie Wickberg           | 3,60%  | ersättare 3.                             |
| Total andel personröster | Total andel personröster | 58,65% | 58,65%                                   |

| Plac.                    | Kandidat                 | %      | Övrigt       |
| ------------------------ | ------------------------ | ------ | ------------ |
| 1                        | Ella Bohlin              | 18,59% | ersättare 1. |
| 2                        | Sofia Modigh             | 1,50%  | ersättare 3. |
| 3                        | Per Landgren             | 1,51%  |              |
| 4                        | Christina Doctare        | 7,61%  | ersättare 2. |
| 5                        | Tuve Skånberg            | 3,32%  |              |
| 6                        | Gudrun Brunegård         | 0,56%  |              |
| 7                        | Holger Gustafsson        | 0,53%  |              |
| 8                        | Adina Trunk              | 0,20%  |              |
| 9                        | Alf Svensson             | 36,51% | personvald.  |
| Total andel personröster | Total andel personröster | 75,59% | 75,59%       |

## Valsedlar
Följande partier som har fått minst 1 procent av rösterna i två senaste EU-valen fick valsedlar distribuerade och utlagda i vallokalerna utan kostnad:
| - Socialdemokraterna - Centerpartiet - Folkpartiet Liberalerna - Junilistan - Kristdemokraterna - Miljöpartiet de gröna - Moderata Samlingspartiet - Vänsterpartiet |

### Övriga partier som beställt valsedlar
Följande partier hade beställt valsedlar av valmyndighetens tryckeri. 
- ArbetarInitiativet Antikapitalistiskt EU-motstånd för jobb, välfärd och klimatet
- Blankledamöterna
- Democratic National Party
- Europeiska Arbetarpartiet-EAP
- Feministiskt initiativ
- Kommunistiska förbundet
- Lisabonfördraget är olagligt/ Frihetliga rättvisepartiet (FRP)
- Nationaldemokraterna
- Nordisk Union
- Partiet.se
- Piratpartiet
- Republicans right
- Socialisterna
- Sverigedemokraterna
- Sveriges Nationella Demokratiska Parti
- 666 för en EU:s Super-state med frihet, jämlikhet, rättvisa, fred, kärlek och lyckan

## Kritik mot valet
Enligt bland andra Piratpartiet och Feministiskt initiativ så hanteras småpartiernas valsedlar annorlunda än de partier som har klarat enprocentsspärren, och gratis får sina valsedlar distribuerade och utlagda av Valmyndigheten. Valsedlar ska bland annat ha slängts, gömts eller inte fått ligga på samma bord som de andra partiernas valsedlar. 
Om det saknas valsedlar från ett visst parti vid vallokalen, så kan de röstande använda eventuella medförda valsedlar för partiet de har fått tidigare, eller skriva in partinamnet på en blank valsedel. Enligt Feministiskt initiativ/Gudrun Schyman så räknas inte alltid rösten på det parti som väljaren vill rösta på om man stavar fel på en blank valsedel, utan som ett annat parti eller blir ogiltig. Exempelvis om man stavar partiet med en liten bokstav, eller stavar partiförkortningen på ett sätt som avviker från den exakta stavningen. Det hävdas också att många olika valförrättare tolkar olika angående blanka valsedlar vilket i slutändan skulle leda till subjektiva bedömningar var rösten hamnar. 

## Övrigt
Benny Andersson (medlem av Abba) skänkte en miljon kronor till Feministiskt initiativ.